# Тейлор, Дэвид (футболист)
Дэ́вид "Дэйв" Те́йлор (англ. David Taylor; родился 25 августа 1965) — валлийский футболист и футбольный тренер.

## Биография
Тейлор получил широкую известность во время выступления за «Портмадог». Благодаря подписанию Дэвида Тейлора команда закончила сезон на девятом месте. В своём втором сезоне в этом клубе Тейлор стал лучшим бомбардиром лиги, а также Европы. Всего же во время своего выступления за клуб он забил 62 гола в 66 играх, но несмотря на 70 голов, забитых Дэйвом Тейлором на пару с Марком Ллойдом-Уильямсом, команда закончила сезон 1993/94 на 11-м месте. Он ушёл из футбола в 2001 году (почти 36 лет).
В 2007 году девять месяцев проработал помощником тренера «Кайрсуса» в валлийской Премьер-лиге, после чего сам возглавил клуб; затем стал тренером женского клуба «Рексем» и помощником тренера «Кевн Друидс».